# T
T, t là chữ thứ 20 trong phần nhiều chữ cái dựa trên Latinh và là chữ thứ 24 trong chữ cái tiếng Việt.
- Trong bảng mã ASCII dùng ở máy tính, chữ T hoa có giá trị 84 và chữ t thường có giá trị 116.
- Trong hệ đo lường quốc tế:
  - t đôi khi được dùng như ký hiệu cho tấn, hay 1000 kilôgam.
  - T là ký hiệu cho tiền tố têra, hay 1012.
- Trong hóa sinh học, T là biểu tượng cho threonine và thymine.
- Trong hóa học, T là ký hiệu cho triti, một đồng vị của hiđrô.
- Trong vật lý hạt, t là ký hiệu cho quark top.
- T được gọi là Tango trong bảng chữ cái âm học NATO.
- Trong bảng chữ cái Hy Lạp, T tương đương với Τ và t tương đương với τ.
- Trong bảng chữ cái Cyrill, T tương đương với Т và t tương đương với т.

| Bảng chữ cái Latinh                                                                         | Bảng chữ cái Latinh       | Bảng chữ cái Latinh       | Bảng chữ cái Latinh       | Bảng chữ cái Latinh       | Bảng chữ cái Latinh       | Bảng chữ cái Latinh       | Bảng chữ cái Latinh       | Bảng chữ cái Latinh       | Bảng chữ cái Latinh       | Bảng chữ cái Latinh       | Bảng chữ cái Latinh       | Bảng chữ cái Latinh       | Bảng chữ cái Latinh       | Bảng chữ cái Latinh       | Bảng chữ cái Latinh       | Bảng chữ cái Latinh       | Bảng chữ cái Latinh       | Bảng chữ cái Latinh       | Bảng chữ cái Latinh       | Bảng chữ cái Latinh       | Bảng chữ cái Latinh       | Bảng chữ cái Latinh       | Bảng chữ cái Latinh       | Bảng chữ cái Latinh       | Bảng chữ cái Latinh       | Bảng chữ cái Latinh       | Bảng chữ cái Latinh       | Bảng chữ cái Latinh       | Bảng chữ cái Latinh       | Bảng chữ cái Latinh       | Bảng chữ cái Latinh       | Bảng chữ cái Latinh       |
| Bảng chữ cái chữ Quốc ngữ                                                                   | Bảng chữ cái chữ Quốc ngữ | Bảng chữ cái chữ Quốc ngữ | Bảng chữ cái chữ Quốc ngữ | Bảng chữ cái chữ Quốc ngữ | Bảng chữ cái chữ Quốc ngữ | Bảng chữ cái chữ Quốc ngữ | Bảng chữ cái chữ Quốc ngữ | Bảng chữ cái chữ Quốc ngữ | Bảng chữ cái chữ Quốc ngữ | Bảng chữ cái chữ Quốc ngữ | Bảng chữ cái chữ Quốc ngữ | Bảng chữ cái chữ Quốc ngữ | Bảng chữ cái chữ Quốc ngữ | Bảng chữ cái chữ Quốc ngữ | Bảng chữ cái chữ Quốc ngữ | Bảng chữ cái chữ Quốc ngữ | Bảng chữ cái chữ Quốc ngữ | Bảng chữ cái chữ Quốc ngữ | Bảng chữ cái chữ Quốc ngữ | Bảng chữ cái chữ Quốc ngữ | Bảng chữ cái chữ Quốc ngữ | Bảng chữ cái chữ Quốc ngữ | Bảng chữ cái chữ Quốc ngữ | Bảng chữ cái chữ Quốc ngữ | Bảng chữ cái chữ Quốc ngữ | Bảng chữ cái chữ Quốc ngữ | Bảng chữ cái chữ Quốc ngữ | Bảng chữ cái chữ Quốc ngữ | Bảng chữ cái chữ Quốc ngữ | Bảng chữ cái chữ Quốc ngữ | Bảng chữ cái chữ Quốc ngữ | Bảng chữ cái chữ Quốc ngữ |
| ------------------------------------------------------------------------------------------- | ------------------------- | ------------------------- | ------------------------- | ------------------------- | ------------------------- | ------------------------- | ------------------------- | ------------------------- | ------------------------- | ------------------------- | ------------------------- | ------------------------- | ------------------------- | ------------------------- | ------------------------- | ------------------------- | ------------------------- | ------------------------- | ------------------------- | ------------------------- | ------------------------- | ------------------------- | ------------------------- | ------------------------- | ------------------------- | ------------------------- | ------------------------- | ------------------------- | ------------------------- | ------------------------- | ------------------------- | ------------------------- |
| Aa                                                                                          | Ăă                        | Ââ                        | Bb                        | Cc                        | Dd                        | Đđ                        | Ee                        | Êê                        |                           | Gg                        | Hh                        | Ii                        |                           | Kk                        | Ll                        | Mm                        | Nn                        | Oo                        | Ôô                        | Ơơ                        | Pp                        | Qq                        | Rr                        | Ss                        | Tt                        | Uu                        | Ưư                        | Vv                        |                           | Xx                        | Yy                        |                           |
| Bảng chữ cái Latinh cơ bản của ISO                                                          |                           |                           |                           |                           |                           |                           |                           |                           |                           |                           |                           |                           |                           |                           |                           |                           |                           |                           |                           |                           |                           |                           |                           |                           |                           |                           |                           |                           |                           |                           |                           |                           |
| Aa                                                                                          |                           |                           | Bb                        | Cc                        | Dd                        |                           | Ee                        |                           | Ff                        | Gg                        | Hh                        | Ii                        | Jj                        | Kk                        | Ll                        | Mm                        | Nn                        | Oo                        |                           |                           | Pp                        | Qq                        | Rr                        | Ss                        | Tt                        | Uu                        |                           | Vv                        | Ww                        | Xx                        | Yy                        | Zz                        |
| Chữ T với các dấu phụ                                                                       |                           |                           |                           |                           |                           |                           |                           |                           |                           |                           |                           |                           |                           |                           |                           |                           |                           |                           |                           |                           |                           |                           |                           |                           |                           |                           |                           |                           |                           |                           |                           |                           |
| Ťť                                                                                          | Ṫṫ                        | Ţţ                        | Ṭṭ                        | Țț                        | Ṱṱ                        | Ṯṯ                        | Ŧŧ                        | Ⱦⱦ                        | Ƭƭ                        | Ʈʈ                        | T̈ẗ                        | ᵵ                         | ƫ                         | ȶ                         |                           |                           |                           |                           |                           |                           |                           |                           |                           |                           |                           |                           |                           |                           |                           |                           |                           |                           |
| Ghép hai chữ cái                                                                            |                           |                           |                           |                           |                           |                           |                           |                           |                           |                           |                           |                           |                           |                           |                           |                           |                           |                           |                           |                           |                           |                           |                           |                           |                           |                           |                           |                           |                           |                           |                           |                           |
| Ta                                                                                          | Tă                        | Tâ                        | Tb                        | Tc                        | Td                        | Tđ                        | Te                        | Tê                        | Tf                        | Tg                        | Th                        | Ti                        | Tj                        | Tk                        | Tl                        | Tm                        | Tn                        | To                        | Tô                        | Tơ                        | Tp                        | Tq                        | Tr                        | Ts                        | Tt                        | Tu                        | Tư                        | Tv                        | Tw                        | Tx                        | Ty                        | Tz                        |
| TA                                                                                          | TĂ                        | TÂ                        | TB                        | TC                        | TD                        | TĐ                        | TE                        | TÊ                        | TF                        | TG                        | TH                        | TI                        | TJ                        | TK                        | TL                        | TM                        | TN                        | TO                        | TÔ                        | TƠ                        | TP                        | TQ                        | TR                        | TS                        | TT                        | TU                        | TƯ                        | TV                        | TW                        | TX                        | TY                        | TZ                        |
| aT                                                                                          | ăT                        | âT                        | bT                        | cT                        | dT                        | đT                        | eT                        | êT                        | fT                        | gT                        | hT                        | iT                        | jT                        | kT                        | lT                        | mT                        | nT                        | oT                        | ôT                        | ơT                        | pT                        | qT                        | rT                        | sT                        | tT                        | uT                        | ưT                        | vT                        | wT                        | xT                        | yT                        | zT                        |
| AT                                                                                          | ĂT                        | ÂT                        | BT                        | CT                        | DT                        | ĐT                        | ET                        | ÊT                        | FT                        | GT                        | HT                        | IT                        | JT                        | KT                        | LT                        | MT                        | NT                        | OT                        | ÔT                        | ƠT                        | PT                        | QT                        | RT                        | ST                        | TT                        | UT                        | ƯT                        | VT                        | WT                        | XT                        | YT                        | ZT                        |
| Ghép chữ T với số hoặc số với chữ T                                                         |                           |                           |                           |                           |                           |                           |                           |                           |                           |                           |                           |                           |                           |                           |                           |                           |                           |                           |                           |                           |                           |                           |                           |                           |                           |                           |                           |                           |                           |                           |                           |                           |
|                                                                                             |                           |                           |                           | T0                        | T1                        | T2                        | T3                        | T4                        | T5                        | T6                        | T7                        | T8                        | T9                        |                           |                           |                           |                           |                           | 0T                        | 1T                        | 2T                        | 3T                        | 4T                        | 5T                        | 6T                        | 7T                        | 8T                        | 9T                        |                           |                           |                           |                           |
| Xem thêm                                                                                    |                           |                           |                           |                           |                           |                           |                           |                           |                           |                           |                           |                           |                           |                           |                           |                           |                           |                           |                           |                           |                           |                           |                           |                           |                           |                           |                           |                           |                           |                           |                           |                           |
| Biến thể Chữ số Cổ tự học Danh sách các chữ cái Dấu câu Dấu phụ ISO/IEC 646 Lịch sử Unicode |                           |                           |                           |                           |                           |                           |                           |                           |                           |                           |                           |                           |                           |                           |                           |                           |                           |                           |                           |                           |                           |                           |                           |                           |                           |                           |                           |                           |                           |                           |                           |                           |